# Jules Germain Cloquet
Jules Germain Cloquet (Parigi, 18 dicembre 1790 – Parigi, 23 febbraio 1883) è stato un chirurgo e anatomista francese.

## Biografia
Suo fratello maggiore, Hippolyte Cloquet (1787-1840) e il suo nipote più giovane Ernest Cloquet (1818-1855) erano anche medici. Nel 1821 Jules Cloquet divenne uno dei primi membri eletti all'Académie Nationale de Médecine a Parigi. Nel 1836 fu eletto membro onorario del Royal College of Surgeons in Irlanda.
Cloquet era un artista esperto; nella sua opera più famosa, Anatomie de l'homme, la maggior parte delle 1300 illustrazioni furono disegnate da lui. Fu l'inventore di diversi strumenti chirurgici, tra cui un forcipe arterioso. Aveva anche un vivo interesse per le pratiche mediche alternative come il mesmerismo e l'agopuntura.